# Ayothiapattinam
Ayothiapattinam è una suddivisione dell'India, classificata come town panchayat, di 9.956 abitanti, situata nel distretto di Salem, nello stato federato del Tamil Nadu. In base al numero di abitanti la città rientra nella classe V (da 5.000 a 9.999 persone).

## Geografia fisica
La città è situata a 11° 41' 08 N e 78° 14' 12 E.

## Società

### Evoluzione demografica
Al censimento del 2001 la popolazione di Ayothiapattinam assommava a 9.956 persone, delle quali 5.003 maschi e 4.953 femmine. I bambini di età inferiore o uguale ai sei anni assommavano a 1.077, dei quali 540 maschi e 537 femmine. Infine, coloro che erano in grado di saper almeno leggere e scrivere erano 6.656, dei quali 3.750 maschi e 2.906 femmine.